# Joan Roís de Corella
Joan Roís de Corella de Cabrera (Gandía o Valencia, 1435 - Valencia, 1497) fue señor de la alquería de Beneito y señor de Miraflor (comarca de la Marina Alta). Fue un poeta, caballero y sacerdote valenciano del siglo XV, que escribió en valenciano. Fue uno de los principales autores  durante el Siglo de Oro valenciano.
En su legado literario, tanto en prosa como en verso, se encuentran obras de temática religiosa, amatoria y de otros temas, y se dejan notar los indicios de la cultura y erudición del renacimiento. 

## Biografía
Su familia, procedente de Aragón, se estableció tras la conquista en Valencia, su padre se llamaba Joan Roís de Corella, y su madre Aldonça de Cabrera, tenía dos hermanos, Lluís y Manel, y una hermana, Dalfina. 
Las familias Roís de Corella y Ausiàs March tenían relación de parentesco y una profunda amistad, hasta el punto de firmar, ambas, distintos documentos públicos y notariales (testamentos, contratos de matrimonio). Así, el padre de Joan Roís de Corella fue testigo del contrato matrimonial de Ausiàs March y Joana Escorna, y según el testamento de Pere March, Joan Roís de Corella, el abuelo del escritor, era primo hermano suyo. 
Fue caballero y maestro en Teología. A pesar de haber sido sacerdote, parece ser que tuvo dos hijos ilegítimos con Isabel Martínez de Vera, quien fue su heredera de facto después de su muerte. Roís ocupaba una celda en el Convento de San Francisco de Valencia, donde se encontraron bienes suyos a su muerte, y una vivienda civil en la ciudad.
Al igual que Joanot Martorell, mantuvo correspondencia epistolar con Carlos, Príncipe de Viana, hijo de Juan II de Aragón y Blanca II de Navarra.

## Obras
A pesar de gozar de gran éxito en su época, su obra resulta, para el lector actual, de un estilo excesivamente prolijo, en el que se altera un tanto excesivamente el orden de las palabras, lo cual llega a menudo a hacer difícilmente inteligible lo que dice.
Jaume Gaçull dijo de él:

Saber llegir és un gran bé sols per llegir les poesies de Corella

Registro de sus obras:
- En prosa:

- Psalteri

- Religiosas:

- Lo Cartoixa
- Tractat de la concepcio de la Sacratissima Verge Maria, Mare de Deu, senyora nostra.

- Filosóficas:

- Triunf  de les dones
- Letra que honestat escriu a les dones.

- Mitológicas:

- Historia de Jeson i Medea
- Historia de Leander i Hero
- Raonament de Telamo e Ulises
- Lo plant de la Reyna
- Ecuba
- Lo Jardi de Amor
- Lamentacio de Biblis-
- Letres de Archiles e Policena
- Lo Johi de Paris.

- Amorosas:

- Tragedia de Caldesa
- Epistolari ab el Princpe de Viana
- Lletres a Yolant Durleda.

- Hagiográficas:

- Historia de la Gloriosa Santa Magdalena
- Vida de la Gloriosa Santa Ana
- Prolech en la Historia de Josep, fill del gran Patriarca Jacob.

- Poesías:

- Les Lahors de la Verge Maria
- Oració a la Verge Maria
- Poesies a Caldesa
- La sepultura
- Cor cruel
- Lo plant d'amor
- La mort per amor
- Flors del saber
- Lo passi en Cobles.